# رامون نونييز
رامون فرناندو نونييز رييس (بالإسبانية: Ramón Núñez)‏ (مواليد 14 نوفمبر 1985 في تيجوسي جالبا) لاعب كرة قدم هندوراسي يلعب حاليا لصالح نادي أوليمبيا الهندوراسي .

## روابط خارجية
- رامون نونييز على موقع الاتحاد الدولي (مؤرشف)  (الإنجليزية)
- رامون نونييز على موقع الدوري الأمريكي (الإنجليزية)
- رامون نونييز على موقع قاعدة بيانات كرة القدم.إي يو (الإنجليزية)
- رامون نونييز على موقع ناشيونال فوتبول تيمز (الإنجليزية)
- رامون نونييز على موقع Soccerbase.com (لاعب) (الإنجليزية)
- رامون نونييز على موقع Soccerway.com (الإنجليزية)
- رامون نونييز على موقع عالم كرة القدم.نت (الإنجليزية)
- رامون نونييز على موقع أوليمبيديا (الإنجليزية)